# Hripavac
Hripavac (pertusis; magareći kašalj) je infekcija dišnog sustava uzrokovana najčešće bakterijom Bordetella pertussis, a karakterizira ju "magareći" zvuk kada osoba udiše zrak. U SAD-u je ubijao 5000 do 10.000 ljudi na godinu prije nego što je cjepivo postalo dostupno. Cjepivo je promijenilo ovu statistiku, te je tako između 1985. – '88. od pertusisa umrlo manje od 100 djece. Prema Svjetskoj zdravstvenoj organizaciji, 2000. godine od pertusisa je bilo zaraženo 39 milijuna ljudi, a umrlo oko 297.000.
Infekcija se najčešće javlja u djece mlađe od jedne godine kada nisu cijepljena ili u djece s oslabljenim imunitetom, obično oko dobi od 11 godina do 18 godina. Znakovi i simptomi su slični prehladi: curenje iz nosa, kihanje, blagi kašalj i nisko povišena temperatura. Pacijent postaje najviše zarazan tijekom kataralne faze infekcije, obično 2 tjedna nakon početka kašljanja. Bakterija se u zrak može otpustiti kada osoba kašlje, kiše, ili se smije. Cjepivo za pertusis dio je Di-Te-Per imunizacije (difterija, tetanus, pertusis).
Kašlju prethodi zvuk pri udisaju, što je obilježje pertusisa. Nakon prolazna napada bolesti, pacijent može napraviti "magareći" zvuk pri udisanju ili povraćati.
Odrasli imaju blaže simptome, kao što je produljen kašalj bez "magarećeg zvuka" pri udisaju. Dojenčad mlađa od 6 mjeseci ne mora imati taj tipičan zvuk. Prolazni napadaji kašlja mogu trajati minutu ili više, te uzrokovati cijanozu (pojava plave ili ljubičaste boje na koži zbog nedovoljne količine kisika u tkivima kraj kože), apneju i, rijetko, epileptične napadaje. Međutim, dok ne kašlje, pacijent nema problema s disanjem. To je zato što Bordetella pertusis zabranjuje imuni odgovor tijela na bakteriju i stoga se vrlo malo sluzi stvara u plućima. Duži kašalj može biti iritantan, a ponekad u odraslih može biti nedijagnosticiran i do nekoliko mjeseci.

## Vanjske poveznice
|  | Zajednički poslužitelj ima još gradiva o temi Hripavac |

|  | Molimo pročitajte upozorenje o korištenju medicinskih informacija. Ne provodite liječenje bez savjetovanja s liječnikom! |